# Greußen
Greußen là một thị xã in the Kyffhäuser district, ở bang Thüringen, Đức. Đô thị này có diện tích 19,15 km², dân số thời điểm ngày 31 tháng 12 năm 2006 là 3908 người. Đô thị này tọa lạc 17 km về phía đông nam của Sondershausen, và 29 km về phía bắc của Erfurt.